# روجر ديركين
روجر ديركين مواليد 9 فبراير 1939 في بلجيكا، هو دراج بلجيكي سابق. فاز بطواف بولندا في سنة 1960.

## روابط خارجية
- روجر ديركين على موقع أرشيف الدراجات (الإنجليزية)
- روجر ديركين على موقع إحصائيات الدراجات الإحترافية (الإنجليزية)